# 助成
| ウィキペディアには「助成」という見出しの百科事典記事はありません（タイトルに「助成」を含むページの一覧/「助成」で始まるページの一覧）。 代わりにウィクショナリーのページ「助成」が役に立つかもしれません。 |